# Аполлоний Пергский
Аполло́ний Пергский (др.-греч. Ἀπολλώνιος ὁ Περγαῖος, Перге, 262 до н. э. — 190 до н. э.) — древнегреческий математик, один из трёх (наряду с Евклидом и Архимедом) великих геометров античности, живших в III веке до н. э.

## Биография и научная деятельность
Сведения о жизни Аполлония практически отсутствуют. Родился он в эллинизированном малоазиатском городе Перге в Памфилии, ещё в ранней молодости присоединился к Александрийской математической школе Евклида и со временем преподавал там как признанный авторитет в геометрии и астрономии. В конце жизни на некоторое время вернулся на родину, где были открыты учебный центр и библиотека, аналогичные Александрийскому Мусейону. В тексте трудов Аполлония обнаружено упоминание о его сыне, которого также звали Аполлоний. Умер учёный, по-видимому, в Александрии.
Аполлоний прославился в первую очередь монографией «Конические сечения» (8 книг), в которой дал содержательную общую теорию эллипса, параболы и гиперболы. Именно Аполлоний предложил общепринятые названия этих кривых; до него их называли просто «сечениями конуса». Он ввёл и другие математические термины, латинские аналоги которых навсегда вошли в науку, в частности: асимптота, абсцисса, ордината, аппликата.
Из других заслуг Аполлония перед наукой отметим, что он переработал астрономическую модель Евдокса, введя эпициклы и эксцентрики для объяснения неравномерности движения планет. Эту теорию позднее развили Гиппарх и Птолемей. Он также дал решение задачи о построении окружности, касающейся трёх заданных окружностей («задача Аполлония»), изучал спиральные линии, занимался геометрической оптикой.
В честь Аполлония назван кратер на Луне.

## Труд о конических сечениях

### Содержание
Четыре книги главного сочинения Аполлония о конических сечениях дошли до нас в греческом оригинале, три — в арабском переводе Сабита ибн Курры, а восьмая потеряна. Папп Александрийский в «Математическом собрании» сообщает некоторые сведения о содержании VIII книги. Эдмонд Галлей подготовил образцовое издание данного труда (Оксфорд, 1710), куда включил свою попытку реконструкции VIII книги (на основании предисловия к VII книге). До Галлея аналогичную попытку предпринял Ибн ал-Хайсам.
Предшественниками Аполлония были Менехм, Конон Самосский, а также Евклид, чьё сочинение «Начала конических сечений» до нас не дошло. Евклид не включил теорию конических сечений в свои «Начала», вероятно, по той причине, что античные математики считали «совершенными линиями» только прямые и окружности.
В книге I приводятся определения и уравнения («симптомы») конических сечений — впрочем, известные и до Аполлония. Новым явилось то, что классификация кривых, как и в современных учебниках, проводится алгебраически — по виду уравнения, а не из геометрических соображений. Более того, Аполлоний строго доказывает, что вид уравнения не зависит от выбора опорной системы координат; в качестве таковой выступают, как правило, произвольный диаметр кривой и касательная в одном из концов диаметра, но Аполлоний рассматривает и другие косоугольные системы координат (например, для гиперболы — пара асимптот).
В последующем изложении (книги II—IV) выясняются свойства особых точек и линий, связанных с исследуемой кривой: фокусов, асимптот, полюсов и поляр, перечисляются их свойства, доказывается, что конические сечения могут пересекаться не более чем в 4 точках, поясняется, как строить касательные к этим кривым, определяются площади сегментов. Всего в труде 387 теорем.
В предисловии Аполлоний сообщает, что, начиная с III книги, бо́льшая часть теорем являются новыми.
V книга: теория нормалей и эволют для конических сечений, задачи на максимум и минимум.
VI книга: теория подобия конических сечений.
В VII-й (и, видимо, в VIII-й) книге приводятся знаменитые теоремы Аполлония о сопряжённых диаметрах и разнообразные приложения теории к геометрическим задачам.
Большой интерес представляют не только результаты Аполлония, но и методы, которыми он пользуется. В них можно найти многочисленные мотивы более поздних достижений математики — алгебры, аналитической, проективной геометрии и местами даже дифференциальной геометрии.

### Историческое влияние
Книга оказала огромное влияние на творчество последующих математиков, включая Ферма, Декарта, Ньютона, Лагранжа и многих других. Многие теоремы Аполлония, особенно о максимумах, эволютах, нормалях и т. п. вошли в современные учебники по дифференциальной геометрии конических сечений.
Каким образом Аполлоний, не владея математическим анализом, сумел сделать свои открытия, неясно. Возможно, у него, как у Архимеда, был некий метод бесконечно малых, который он использовал в эвристических целях, чтобы затем передоказать результат каноническими средствами античной геометрии. Ван дер Варден пишет:
Аполлоний виртуозно владеет геометрической алгеброй, но не менее виртуозно умеет скрывать свой первоначальный ход мыслей. Из-за этого-то его книгу и трудно понимать; рассуждения его элегантны и кристально ясны, но что его привело именно к таким рассуждениям, а не к иным каким-нибудь,— об этом можно лишь догадываться.
До открытий Кеплера и Ньютона теория Аполлония практически применялась в основном для решения кубических уравнений, а также в оптике зеркал. Когда обнаружилось, что орбита материальной частицы в задаче двух тел есть одно из конических сечений, интерес к данным кривым резко возрос, и труды Аполлония были продолжены на новом математическом уровне.

## Другие труды Аполлония
В VII книге Математического собрания Паппа дается краткое описание шести математических трактатов Аполлония:
- Отсечение отношения (др.-греч. Λόγου ἀποτομή) в двух книгах, содержащих 180 теорем. Рассматривается задача: даны две прямые и на каждой отмечено по точке; дана также третья точка, не совпадающая с первыми двумя, и требуется провести через неё прямую так, чтобы она отсекала на заданных прямых отрезки (считая от отмеченных точек), находящиеся в заданном отношении.
- Отсечение площади (др.-греч. Χωρίου ἀποτομή) в двух книгах, содержащих 124 теоремы.
- Определенное сечение (др.-греч. Διωρισμένη τομή) в двух книгах, содержащих 83 теоремы.
- Вставки (др.-греч. Νεύσεις) в двух книгах, содержащих 125 теорем.
- Касания (др.-греч. Ἐπαφαί) в двух книгах, содержащих 60 теорем. В книге решается знаменитая проблема касания Аполлония: заданы три объекта, каждый из которых может быть точкой, прямой или окружностью. Требуется построить окружность, которая касается всех заданных объектов (для точки вместо касания требуется прохождение через неё).
- Плоские места (др.-греч. Τόποι ἐπίπεδοι) в двух книгах, содержащих 147 теорем.

Из этих сочинений Аполлония сохранилось только первое — в средневековом арабском переводе. Папп написал также (частично дошедшие до нас) комментарии к этим трактатам.
В других трудах Папп упоминает ещё несколько сочинений Аполлония:
- Числа. Видимо, отклик на «Исчисление песчинок» Архимеда.
- О неупорядоченных иррациональностях. Комментарии Паппа к этому труду сохранились только в арабском переводе. Судя по ним, Аполлоний исследует классы иррациональных чисел, не рассмотренные в X книге Начал Евклида[4].

Прокл Диадох в Комментарии к I книге Начал Евклида упоминает трактат Аполлония
- О Винтовых линиях (др.-греч. Περὶ τοῦ κοχλίου). Предположительно здесь рассматривались спирали на поверхности цилиндра[4].

Так называемая XIV книга Начал Евклида, написанная Гипсиклом, представляет собой комментарий к сочинению Аполлония:
- Сравнение додекаэдра с икосаэдром. Аполлоний доказывает, что поверхности додекаэдра и икосаэдра, вписанных в одну и ту же сферу, относятся так же, как их объёмы[4].

Наконец, Евтокий в комментариях к Измерению круга Архимеда упоминает сочинение Аполлония
- Быстрое получение результатов (др.-греч. Ὠκυτόκιον). Здесь Аполлоний соревнуется с Архимедом. Он описывает более удобную, чем у Архимеда, систему именования очень больших чисел, а также более быстрый, чем предложенный Архимедом, алгоритм вычисления отношения длины окружности к её диаметру.

Попытки восстановить утерянные сочинения Аполлония по сохранившимся греческим и арабским упоминаниям предпринимали, кроме Галлея, также Виет (Касания), Ферма (Плоские места) и другие.
Древнегреческие авторы (например, Клавдий Птолемей в XII книге Альмагеста) упоминали открытия Аполлония в астрономии, однако ни одно его астрономическое сочинение не сохранилось.

### Тексты и переводы
Классические издания:
- 1710: Латинский перевод I—VII книг с греческого и арабского издал Эдмунд Галлей: Apollonii Pergaei Conicorum libri octo et Sereni Antissensis de Sectione Cylindri & Coni libri duo / Edidit Edmundus Halley. — Oxoniae: e Theatro Sheldoniano, 1710.
- 1891: I—IV книги на греческом, с латинским переводом, издал Иоганн Людвиг Гейберг: Apollonii Pergaei quae graece extant cum commentariis antiquiis / Ed. J. L. Heiberg.—Vol. 1—2.— Lipsiae: Teubner, 1891.
- PDF scans of Heiberg’s edition of Apollonius of Perga’s Conic Sections (греческий текст и английский перевод книг I—IV «Конических сечений»)
- 1990: V—VII книги на арабском, с английским переводом и комментариями издал Джералд Джеймс Тумер: Apollonius Conics Books V—VII. The Arabic translation of the lost Greek original / Edited with translation and commentary by G. J. Toomer.— Vol. 1-2. — NY a.o.: Springer, 1990.

Русский перевод:
- Аполлоний Пергский. Конические сечения, с комментариями Эвтокия / Пер. И.Ягодинского. Известия Северо-Кавказского гос. университета, 3(15), 1928, с. 130—152.
- Аполлоний Пергский. Конические сечения. Книги 1-4 / Под редакцией А. А. Панфёрова и С. В. Кирбятьева. М.: Юстицинформ, 2019. ISBN 978-5-7205-1459-4. 448 с.

### Исследования
- Барабанов О. О., Барабанова Л. П. Алгоритмы решения навигационной разностно-дальномерной задачи — от Аполлония до Коши // История науки и техники. — М., 2008. — № 11. — С. 2—21.
- Башмакова И. Г. Лекции по истории математики в Древней Греции // Историко-математические исследования. — М.: Физматгиз, 1958. — № 11. — С. 407—416.
- Ван дер Варден Б. Л. Пробуждающаяся наука. Математика древнего Египта, Вавилона и Греции. М.: Физматгиз, 1959.
- История математики с древнейших времён до начала XIX столетия (под ред. А. П. Юшкевича), том I, М., Наука, 1972.
- Лютер И. О. К истории задачи Аполлония о построении окружности, касающейся трёх данных окружностей. Историко-математические исследования, 1(36), № 2, 1996, с. 82-94.
- Панов В. Ф. Математика древняя и юная. — Изд. 2-е, исправленное. — М.: МГТУ им. Баумана, 2006. — 648 с. — ISBN 5-7038-2890-2.
- Розенфельд Б. А. Аполлоний Пергский. — М.: МЦНМО, 2004. — 176 с. — ISBN 5-94057-132-8, ISBN 978-5-94057-132-2.
- Хабелашвили А. В. Задача Аполлония Пергского // Историко-математические исследования, 1(36), часть 2, 1996, с. 66-81.
- Coolidge J.L. A history of the conic sections and quadric surfaces. Clarendon Press, Oxford, 1945. (Repr.: Dover, NY, 1968)
- Decorps-Foulquier M. Recherches sur les Coniques d’Apollonios de Pergé et leurs commentateurs grecs. Paris: Klincksieck, 2000.
- Federspiel M. Notes critiques sur le Livre I des Coniques d’Apollonius de Pergè. Revue des Études Grecques, 107, 1994, p. 203—218.
- Fried M. N. The use of analogy in Book VII of Apollonius’ Conica. Science in Context, 16, 2003, p. 349—365.
- Hogendiuk J. P. Arabic traces of lost works of Apollonius. Archive for History of Exact Sciences, 35, 1986, p. 187—253.
- Knorr W. R. The hiperbola-construction in the Conics, Book II: Ancient variations on a theorem of Apollonius. Centaurus, 25, 1982, p. 253—291.
- Neugebauer O. Studien zur Geschichte der antiken Algebra, II. Apollonius-Studien. Quellen und Studien zur Geschichte der Mathematik, Astronomie und Physik; B2, 1932, s. 215—254.
- Taisbak C. M. Discovering Apollonius’ circles. In: Proceedings of the Third International Conference on Ancient Mathematics, Delphi, 1996.
- Zeuthen H.G. Die Lehre vor den Kegelschnitten im Altertum. Copenhagen, 1886. (Repr.: Hildesheim, Georg Olms, 1966)